# فينتشنزو كاندلا
فينتشنزو كاندلا (بالإسبانية: Vincenzo Candela)‏ هو لاعب كرة قدم كولومبي، ولد في 28 سبتمبر 1994 في بوغوتا في كولومبيا. لعب مع ألمانيا آخن.

## وصلات خارجية
- فينتشنزو كاندلا على موقع قاعدة بيانات كرة القدم.إي يو (الإنجليزية)
- فينتشنزو كاندلا على موقع Soccerway.com (الإنجليزية)